# Cupido trinacriae
Cupido trinacriae är en fjärilsart som beskrevs av Ruggero Verity 1919. Cupido trinacriae ingår i släktet Cupido och familjen juvelvingar. Inga underarter finns listade i Catalogue of Life.